# 부리람 유나이티드 FC
부리람 유나이티드 FC(태국어: สโมสรฟุตบอลบุรีรัมย์ ยูไนเต็ด 영어: Buriram United F.C.)는 1970년에 창단된 태국 부리람 주의 축구 클럽으로 현재는 타이 리그1에 참가하고 있다. 2012년까지는 부리람 PEA FC(태국어: บุรีรัมย์ พีอีเอ, 영어: Buriram PEA FC)라는 이름을 사용했다. PEA FC 당시에는 아유타야에 연고지를 두고 있었으며 2010년에 현재 부리람 주로 연고지를 옮겼다.

## 역사

### 지방 전기 당국 FC 시대
1970년 지방 전기 당국 FC(영어: Provincial Electricity Authority F.C., 이하 PEA)로 탄생했다. 그러나 1998년 코르 로얄컵에서 우승하기 전까지 특별한 성적을 거둔 적은 없었다. 타이 프리미어리그 2002-03시즌 이후, 태국 축구 협회에서 타이 프리미어리그의 참가 팀 수를 늘리기로 결정하며, 당시 타이 디비전 1 3위를 기록 중이던 PEA는 자리가 남아 승격에 성공하게 되었다. 그런데 놀랍게도 타이 프리미어리그 2003-04시즌을 준우승으로 마무리 짓는 돌풍을 일으켰다. 클럽 역사상 최초로 태국 최상위 리그를 AFC 챔피언스리그 티켓을 거머쥐며 마무리 지은 것이다.

### 파이파 아유타야 시대
2008년 PEA FC는 아유타야를 연고지로 설정한다. 아유타야 지방 경기장을 홈구장으로 사용하면서 서포터를 더 많이 끌여들였다. 당시에 미디어와 팬들로부터 파이파 아유타야(아유타야 전기)라는 별칭을 부여받기도 했다. 타이 프리미어리그 2008시즌 마침내 클럽 역사상 최초로 우승을 거머쥐었다.

PEA는 AFC 챔피언스리그 2009의 예선 플레이오프에 참가하였으나, 싱가포르의 SAFFC에게 1-4 대패를 당하며 첫 챔피언스리그 무대를 떠났다.

### 부리람 시대
2009년 12월 태국 부리람 주의 지역 정치인 네윈 칫촙이 구단을 인수한다는 발표를 했다. 그는 이미 TOT SC와 아미 유나이티드의 인수를 시도했다. 네윈 칫촙은 PEA FC를 인수하면서 구단의 연고지를 부리람 주로 옮기고, 구단 명칭을 부리람 PEA로 변경했다. 부리람 PEA는 티라톤 분마탄과 같은 기존의 PEA 주축 선수들을 그대로 인계해 나갔다. 부리람 PEA는 연고지를 변경한 첫 시즌 타이 프리미어리그 2010에서 준우승을 거두었다.
부리람 PEA는 아타폴 부스파콤 감독의 지휘아래 성공가도를 달리게 된다. 2011년 부리람 PEA는 태국 국내 3대 대회를 석권하였다. 타이 프리미어리그 2011에서 승점 85점으로 대회 역사상 최다 승점을 기록하며 우승을 차지했다. 태국 FA컵 결승전에서는 무앙통 유나이티드와 맞붙었고, 경기에서 승리해 우승을 차지했다. 또한 태국 리그컵에서 직전 연도에 맞붙어 패했던 타이 포트를 다시 만나 겨루었고, 승리를 거두어 우승을 차지했다. 부리람 PEA는 태국 축구 클럽 역사상 최초로 태국 국내 3대 대회를 석권한 클럽으로 기록에 남았다.
2012년 시즌이 시작하기 전, 구단은 부리람 유나이티드라는 새로운 명칭을 발표했다. AFC 챔피언스리그가 확대 개편됨에 따라, 타이 프리미어리그를 우승한 부리람 유나이티드는 본선 무대로 직행하게 되었다. AFC 챔피언스리그 2012에서 태국 축구 클럽 역사상 최초로 대륙대회 본선에 진출한 부리람 유나이티드는 J리그 2011 챔피언 가시와 레이솔을 3-2로 꺾는 이변을 연출했다. 이는 AFC 챔피언스리그 출범이후 최초로 태국 축구 클럽이 J리그 클럽을 꺾은 기록이며, 또한 J리그를 꺾은 최초의 동남아시아 축구 클럽으로 기록이 남게 되었다. 곧, 부리람 유나이티드는 J리그를 꺾은 최초의 태국 축구 클럽이자 동남아시아 클럽이 되었다. 이에 그치지 않고, 두번째 경기에서 중국 슈퍼리그 2011 우승팀 광저우 에버그란데와 원정에서 맞붙어 1-2 승리를 따내는 이변을 또 다시 연출했다. 이는 마찬가지로 부리람 유나이티드가 중국 슈퍼리그 팀을 꺾은 최초의 태국 축구 클럽이자 동남아시아 축구 클럽으로 기록에 남았다.
2013년 스페인 출신 알레한드로 메넨데스 감독의 지휘아래 부리람 유나이티드는 타이 프리미어리그, 태국 FA컵, 태국 리그컵과 코르 로얄컵을 모두 우승하며 태국 축구 역사상 최초로 쿼드러플(Quadruple)을 달성한 클럽이 되었다. 또한 타이 프리미어리그 2012에서 무앙통 유나이티드가 기록한 무패우승을 달성한 두번째 클럽이 되었다.

2015년 브라질 출신 알레산드레 가마 감독의 지휘아래 부리람 유나이티드는 새 역사를 써내려갔다. 당해 타이 프리미어리그, 태국 FA컵, 태국 리그컵, 코르 로얄컵 그리고 동남아시아 클럽들이 모여 겨루는 메콩 클럽 챔피언십까지 우승하며 한 해동안 5개의 트로피를 들어올렸다. 이에 부리람 유나이티드는 아시아 전역에서 역사상 최초로 퀸투플(Quintuple)을 달성한 클럽이 되었다.

### 라이벌 관계
부리람 유나이티드는 무앙통 유나이티드와 최대 라이벌 관계에 있다. 2009년부터 전통 강호인 촌부리 FC를 제치고 태국 축구계의 패권을 다투는 두 클럽으로, 타이 프리미어리그 2009시즌부터 타이 프리미어리그 2016시즌까지 두 클럽만이 우승을 겨루는 형세였다. 두 팀의 라이벌 관계는 해가 갈수록 치열해졌고, 누구에게든 질 수 있으나 무앙통에게 만큼은 질 수 없다.(태국어: แพ้ใครก็ได้ แต่ไม่แพ้เมืองทอง)는 구호까지 만들어졌다.

## 선수단

### 현재 선수단
참고: FIFA 자격 규정에 따라 소속된 국가대표팀 국기를 표시합니다. 선수는 복수의 FIFA 비회원국 국적을 가지고 있을 수 있습니다.
| 번호 | 포지션 | 국적           | 이름                  |
| ---- | ------ | -------------- | --------------------- |
| 2    | DF     | 태국           | 사사락 하이프라콘     |
| 3    | DF     | 태국           | 빤사 헴비분           |
| 4    | MF     |                | 로베르트 바우어       |
| 5    | DF     | 태국           | 티라톤 분마탄         |
| 6    | DF     | 오스트레일리아 | 커티스 굿             |
| 7    | FW     |                | 길례르메 비솔리       |
| 8    | MF     | 태국           | 수차오 눗눔           |
| 9    | FW     | 태국           | 수빠차이 차이뎃       |
| 10   | MF     | 태국           | 수파낫 무에안타       |
| 11   | DF     | 태국           | 코라콧 위리야우돔시리 |
| 13   | DF     | 태국           | 나루바딘 위라왓노돔   |
| 14   | DF     | 태국           | 치티팟 탕크랑         |
| 17   | DF     | 태국           | 아나윈 주진           |
| 18   | DF     | 태국           | 시티촉 카누           |
| 19   | FW     |                | 크리거                |
| 21   | MF     | 태국           | 칫파냐 티숫           |

| 번호 | 포지션 | 국적 | 이름                  |
| ---- | ------ | ---- | --------------------- |
| 22   | DF     |      | 고명석                |
| 23   | MF     | 태국 | 알렉산더 시가르트     |
| 24   | MF     | 태국 | 바라미 림왓타나       |
| 25   | DF     | 태국 | 파티판 운-옵          |
| 26   | MF     | 태국 | 랏타나콘 마이카미     |
| 27   | MF     | 태국 | 우티카이 파탄         |
| 29   | GK     | 태국 | 욧사폰 티앙다         |
| 30   | DF     | 태국 | 사키린 티카솜         |
| 32   | FW     | 태국 | 아르팃 부친다         |
| 33   | GK     | 태국 | 치나퐁 락스리         |
| 34   | FW     | 태국 | 아논 아몬레르드삭     |
| 37   | DF     | 태국 | 아디삭 센솜 에이앗    |
| 42   | DF     | 태국 | 자크라퐁 수압사무트르 |
| 43   | DF     | 태국 | 아마렛 아몬레르트삭   |
| 44   | DF     | 태국 | 사타폰 댕시           |
| 96   | MF     |      | 마테우스 바르가스     |

### 임대 중인 선수
참고: FIFA 자격 규정에 따라 소속된 국가대표팀 국기를 표시합니다. 선수는 복수의 FIFA 비회원국 국적을 가지고 있을 수 있습니다.
| 번호 | 포지션 | 국적 | 이름                             |
| ---- | ------ | ---- | -------------------------------- |
| —    | MF     | 태국 | 나타폰 말라푼 (촌부리로 임대 중) |

## 역대 감독
| 감독                | 임기        |
| ------------------- | ----------- |
| 프라폴 퐁파니치     | 2004~2009   |
| 통숙 삼파흥싯       | 2009        |
| 아타폰 푸쉬파콤     | 2010~2013   |
| 스콧 쿠퍼           | 2013        |
| 알레한드로 메넨데스 | 2013~2014   |
| 보지다르 반도비치   | 2014        |
| 압신 고트비         | 2016        |
| 란코 포포비치       | 2016~2017   |
| 보지다르 반도비치   | 2017~2020   |
| 알렉산드레 가마     | 2020 ~ 2021 |
| 이시이 마사타다     | 2022~2023   |
| 아서 파파스         | 2023~2024   |
| 조르지뉴            | 2024        |
| 오스마르 로스       | 2024 ~      |

## 우승 기록

### 국내 대회

#### 리그
- 타이 리그1

● 우승 (11): 2008, 2011, 2013, 2014, 2015, 2017, 2018, 2021/22, 2022/23, 2023/24, 2024/25
● 준우승 (4): 2005, 2010,2019, 2020/21

#### 컵
- 태국 FA컵

● 우승 (7): 2011, 2012, 2013, 2015, 2021/22, 2022/23, 2024/25
● 준우승 (1): 2018
- 태국 리그컵

● 우승 (5): 2011, 2012, 2013, 2015, 2016
● 준우승 (2): 2010, 2014
- 코르 로얄컵 / 태국 챔피언스컵

● 우승 (4): 2013, 2014, 2015, 2016
● 준우승 (2): 2009, 2012

### 국제 대회

#### 아시아 대회
- 메콩 클럽 챔피언십

● 우승 (2): 2015, 2016

### 더블 우승
- 국내 더블

태국 FA컵과 태국 리그컵 (1): 2012

### 트레블 우승
- 국내 트레블

타이 리그, 태국 FA컵 및 태국 리그컵 (1): 2011, 2013, 2015

## 역대 시즌 통계
| 시즌    | 리그   | 리그 | 리그 | 리그 | 리그 | 리그 | 리그 | 리그 | 리그 | FA컵 | 리그컵 | 퀸스컵 | 도요타 프리미어컵 | 코르 로얄컵 | ACL       | AFC 컵    | ASEAN     | 메콩 | 최다 득점         | 최다 득점 |
| 시즌    | 디비전 | 경기 | 승   | 무   | 패   | 득점 | 실점 | 승점 | 순위 | FA컵 | 리그컵 | 퀸스컵 | 도요타 프리미어컵 | 코르 로얄컵 | ACL       | AFC 컵    | ASEAN     | 메콩 | 선수              | 골        |
| ------- | ------ | ---- | ---- | ---- | ---- | ---- | ---- | ---- | ---- | ---- | ------ | ------ | ----------------- | ----------- | --------- | --------- | --------- | ---- | ----------------- | --------- |
| 2004-05 | TPL    | 18   | 9    | 5    | 4    | 23   | 19   | 32   | 2위  | –    | –      | –      | –                 | –           | –         | –         | 조별 예선 | –    | 수파킷 지나자이   | 10        |
| 2006    | TPL    | 22   | 6    | 4    | 12   | 23   | 32   | 22   | 10위 | –    | –      | –      | –                 | –           | 예선 P.O. | –         | –         | –    | 수파킷 지나자이   | 7         |
| 2007    | TPL    | 30   | 13   | 3    | 14   | 35   | 40   | 42   | 8위  | –    | –      | –      | –                 | –           | –         | –         | –         | –    | 타나 차나붓       | 7         |
| 2008    | TPL    | 30   | 18   | 7    | 5    | 38   | 15   | 61   | 1위  | –    | –      | –      | –                 | –           | –         | –         | –         | –    | 로나차이 랑시요   | 16        |
| 2009    | TPL    | 30   | 9    | 9    | 12   | 37   | 41   | 36   | 9위  | 4R   | –      | –      | –                 | 준우승      | 1차 예선  | 조별 예선 | –         | –    | 수리야 돔타이송   | 9         |
| 2010    | TPL    | 30   | 17   | 12   | 1    | 51   | 19   | 63   | 2위  | 4R   | 준우승 | –      | –                 | –           | –         | –         | –         | –    | 수차오 눗눔       | 11        |
| 2011    | TPL    | 34   | 26   | 7    | 1    | 64   | 15   | 85   | 1위  | 우승 | 우승   | –      | –                 | –           | –         | –         | –         | –    | 프랭크 오한자     | 19        |
| 2012    | TPL    | 34   | 14   | 2    | 8    | 60   | 40   | 54   | 4위  | 우승 | 우승   | 우승   | –                 | 준우승      | 조별 예선 | –         | –         | –    | 프랭크 아체암퐁   | 12        |
| 2013    | TPL    | 32   | 23   | 9    | 0    | 73   | 23   | 78   | 1위  | 우승 | 우승   | 준우승 | –                 | 우승        | 8강       | –         | –         | –    | 카르멜로 곤살레스 | 23        |
| 2014    | TPL    | 38   | 23   | 10   | 5    | 69   | 26   | 79   | 1위  | 4R   | 준우승 | 우승   | –                 | 우승        | 조별 예선 | –         | –         | –    | 하비에르 파티뇨   | 21        |
| 2015    | TPL    | 34   | 25   | 9    | 0    | 98   | 24   | 84   | 1위  | 우승 | 우승   | –      | –                 | 우승        | 조별 예선 | –         | –         | 우승 | 디오구            | 33        |
| 2016    | TL     | 30   | 15   | 10   | 5    | 55   | 38   | 55   | 4위  | 3R   | 우승   | 우승   | –                 | 우승        | 조별 예선 | –         | –         | –    | 안드레스 투녜스   | 9         |

### 국제 성적
- AFC 챔피언스리그: 8강 (2013)